# Laufeia sicus
Laufeia sicus is een spinnensoort in de taxonomische indeling van de springspinnen (Salticidae).
Het dier behoort tot het geslacht Laufeia. De wetenschappelijke naam van de soort werd voor het eerst geldig gepubliceerd in 2008 door Wu & Yang.